# Dendronephthya zanzibarensis
Dendronephthya zanzibarensis is een zachte koraalsoort uit de familie Nephtheidae. De koraalsoort komt uit het geslacht Dendronephthya. Dendronephthya zanzibarensis werd in 1906 voor het eerst wetenschappelijk beschreven door Thomson & Henderson. 